# 鵜野祐介
鵜野 祐介（うの ゆうすけ、1961年 - ）は、日本の教育人類学者。専門は伝承児童文学の教育人類学的研究。学位は、Ph.D.（エディンバラ大学・2004年）。立命館大学文学部教授。

## 経歴
岡山県生まれ。1985年京都大学教育学部卒、1991年同大学院教育学研究科博士後期課程単位取得満期退学。2004年エディンバラ大学Ph.D.。1994年鳥取女子短期大学日本文化学科講師、1997年梅花女子大学文学部児童文学科講師、2001年助教授、2007年教授、2013年立命館大学文学部教授。『文化の伝承と創造3 子どもの替え唄と戦争』で第45回日本児童文学学会特別賞受賞。

## 著書
- 『生き生きごんぼ わらべうたの教育人類学』久山社 日本児童文化史叢書 2000
- 『子守唄の原像』久山社 日本児童文化史叢書 2009
- 『伝承児童文学と子どものコスモロジー〈あわい〉との出会いと別れ』昭和堂 2009
- 『昔話の人間学 いのちとたましいの伝え方』ナカニシヤ出版 2015
- 『文化の伝承と創造3 子どもの替え唄と戦争』子どもの文化研究所 2020

### 共編著
- 『佐治の民話と唄・遊び』稲田浩二共著 京都女子大学説話文学研究会編 鳥取県佐治村教育委員会 1989
- 『阿波町の民話と唄・遊び』稲田浩二共編著 手帖舎 1991
- 『但馬八鹿町の民話と唄・遊び』稲田浩二共編著 稲田監修 手帖舎 1996
- 『鳥取関金町の民話と唄・遊び』稲田浩二共編著 稲田監修 手帖舎 1996
- 『飛騨の民話・唄・遊び 岐阜県朝日村・高根村の伝承』大橋和華,石川稔子共編著 監修 手帖舎 1999
- 『東美濃の民話・唄・遊びと年中行事 岐阜県恵那郡上矢作町の伝承』大橋和華、石川稔子共編著 監修 手帖舎 2004
- 『児童文学の源泉としてのアニミズム』谷悦子、田辺欧共著 梅花学園生涯学習センター公開講座ブックレット 2008
- 『叢書児童文化の歴史 3 児童文化と子ども文化』加藤理,遠藤純共編 港の人 2012

### 翻訳
- ノラ&ウィリアム・モンゴメリー編著『スコットランド民話集 世界の果ての井戸』監訳 衣斐夕華、狩野博美、中久保恭、吉田由似共訳 朝日出版社 2013

## 論文
アジア民衆の反日・抗日のうた - 笠木透の替え唄研究 -
- CiNii>鵜野祐介